# Anatole Billerey
Anatole Billerey, né le 17 décembre 1759 à Vesoul et mort le 18 juin 1850 à Fresne-Saint-Mamès, fut député de la Haute-Saône.

## Biographie
Juge au tribunal civil de la Haute-Saône, il est élu député au Conseil des Cinq-Cents le 25 germinal an VII. Il est ensuite conseiller général de la Haute-Saône.

## Sources
- « Anatole Billerey », dans Adolphe Robert et Gaston Cougny, Dictionnaire des parlementaires français, Edgar Bourloton, 1889-1891 [détail de l’édition]